# عليق عطر
عَوْسَج عَطَر أو عُلَّيْق عَطِر نوعٌ من العوسج، موطنه شرق أمريكا الشمالية، من نوفا سكوشا غربًا إلى أُنتَريو ووِسْكُنْسُن، وجنوباً على طول جبال الأبالَش حتى جُرجِية وألاباما. نبات دغلي عادم الشوك معمر. ساقه فرعاء منتصبة تعلو من 100 إلى 150 سم. أوراقه ثلاثية أو خماسية الفصوص، نصلها يعرض من 10 إلى 30 سم. خملي البشرة على صفحتيه. إزهراره عنقودي التجميع. عناقيده مستطيلة متشعبة كثيرة الزهر. أزهاره كبيرة القد عطرية العرف حمراء اللون. ثماره حامزة الطعم شديدة الحمرة.

## معرِض الصور

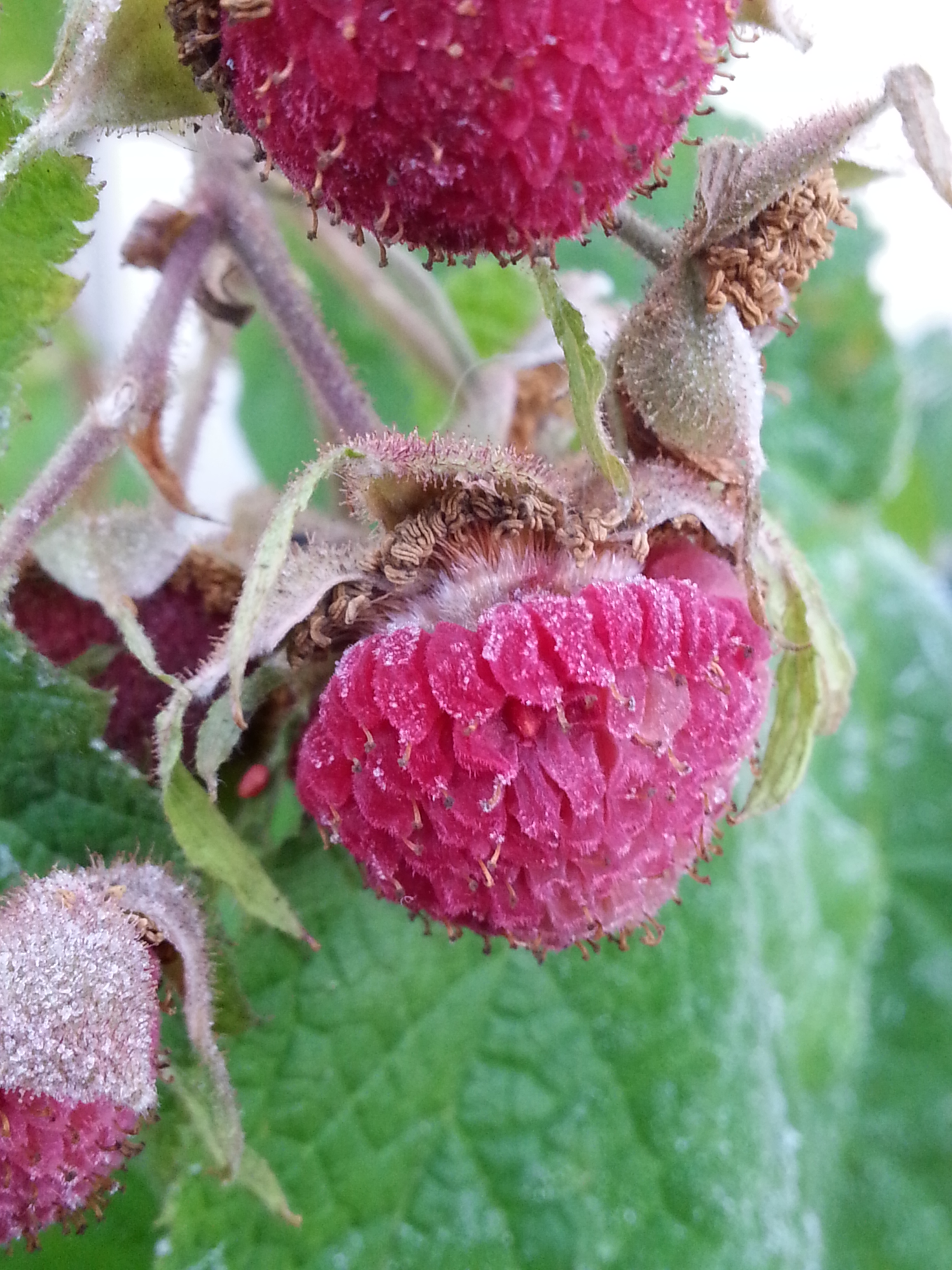
الثمار
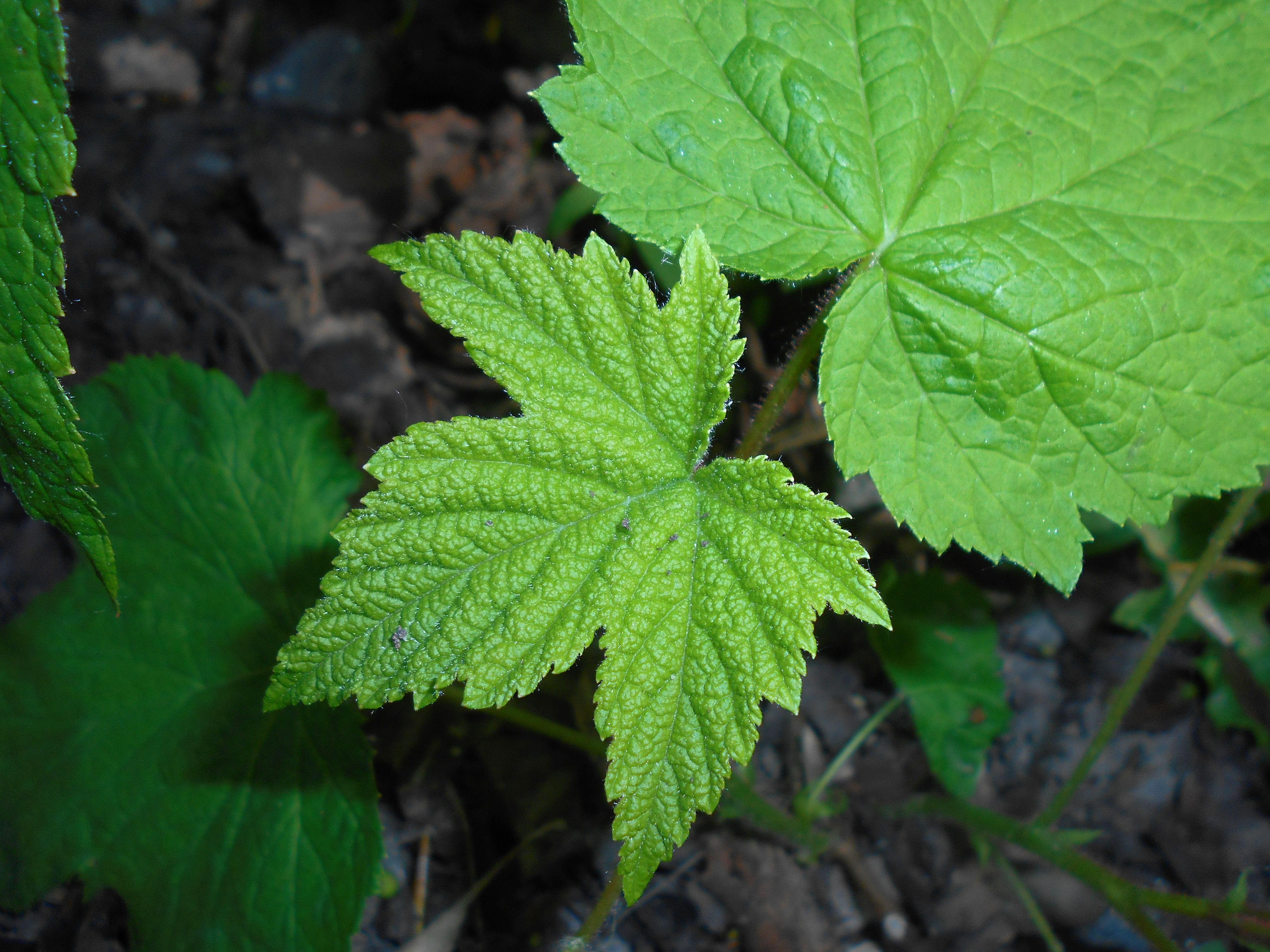
الأوراق
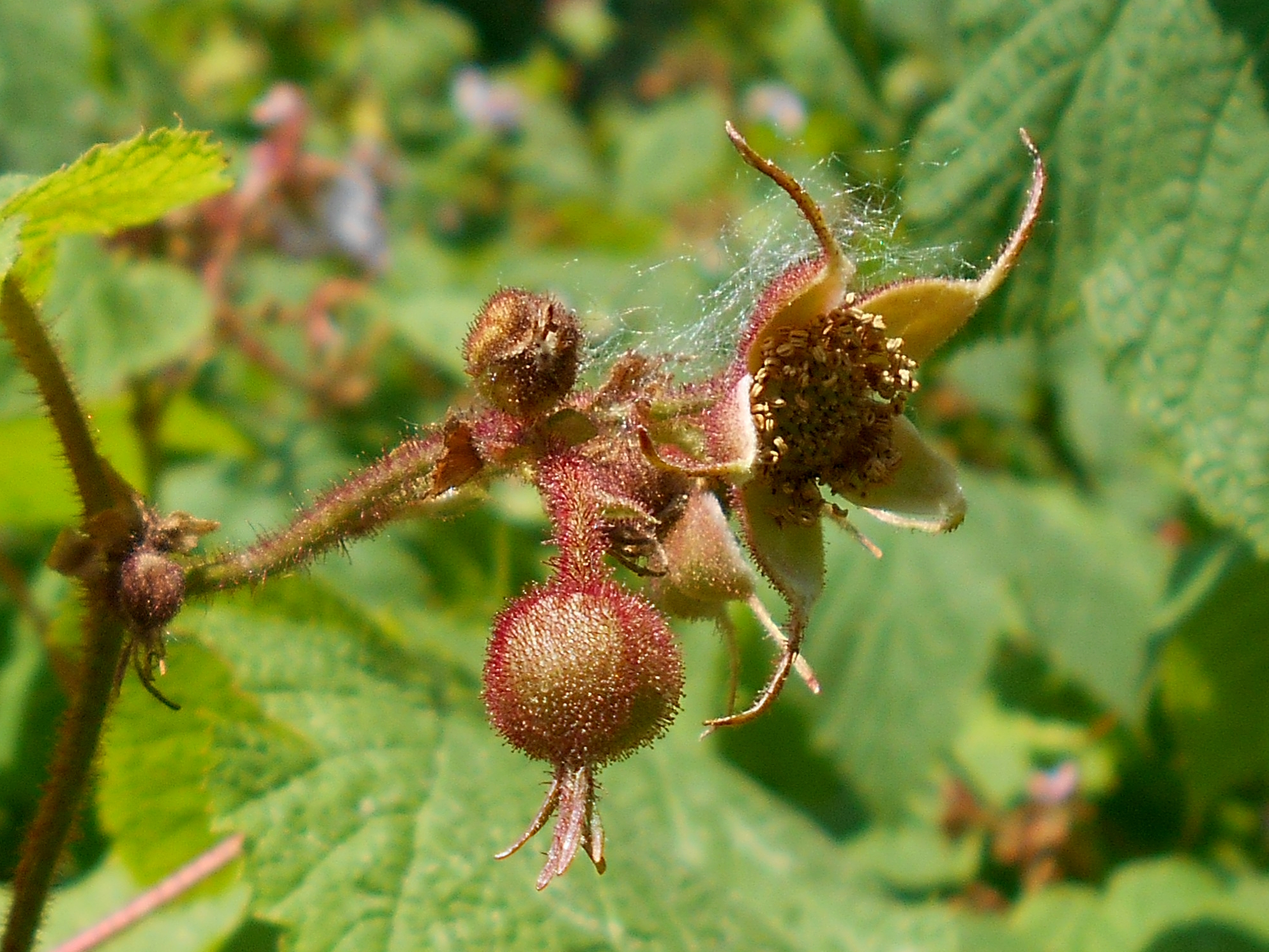
براعم الزهور
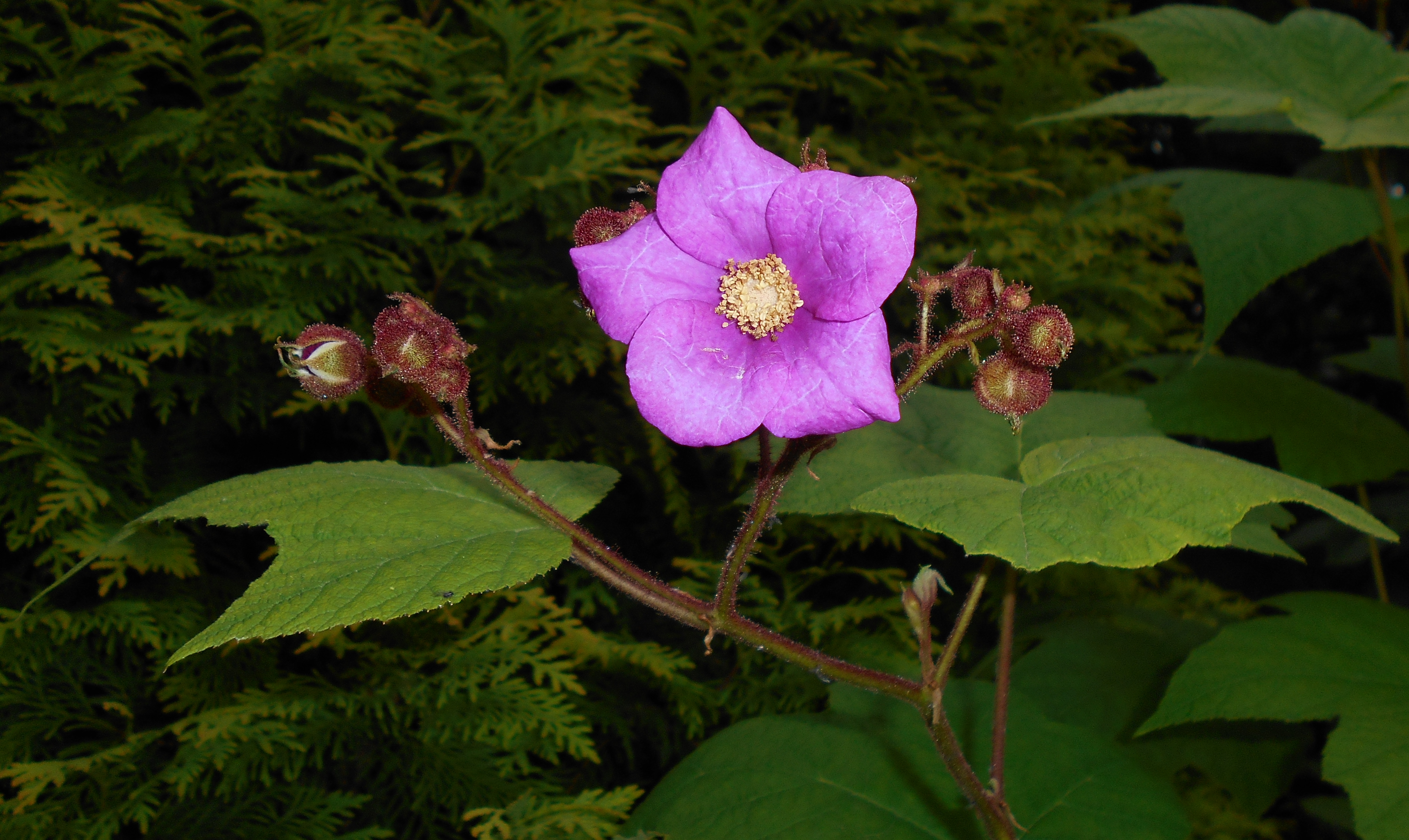
زهور
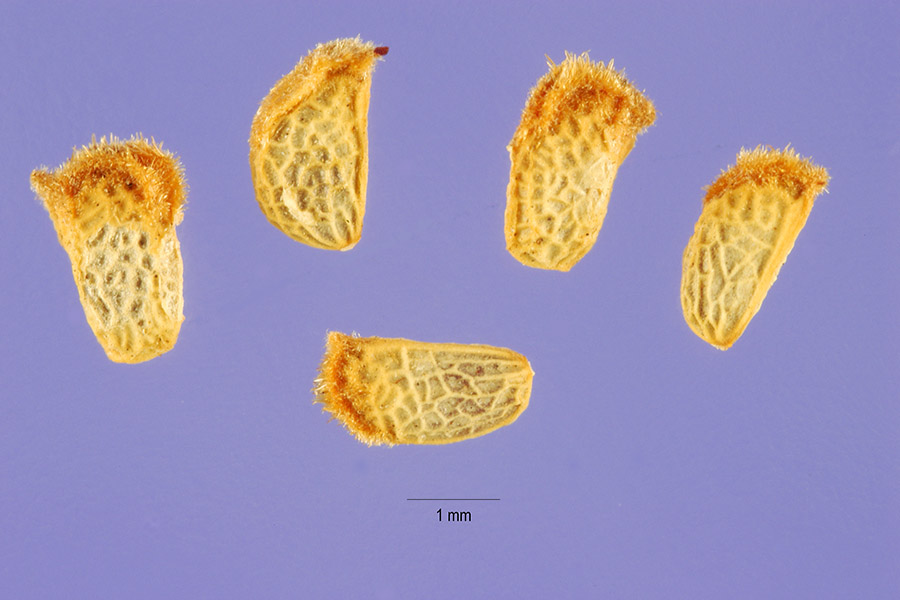
بذور